# کوجی هاچیسوکا
کوجی هاچیسوکا (انگلیسی: Koji Hachisuka؛ زادهٔ ۲۰ ژوئیهٔ ۱۹۹۰) بازیکن فوتبال اهل ژاپن است.